# تيد هوكينز
تيد هوكينز (بالإنجليزية: Ted Hawkins)‏ هو مغن مؤلف وموسيقي وفنان الشارع أمريكي، ولد في 28 أكتوبر 1936 في بيلوكسي في الولايات المتحدة، وتوفي في 1995 في لوس أنجلوس في الولايات المتحدة بسبب سكتة.

## وصلات خارجية
- تيد هوكينز على موقع IMDb (الإنجليزية)
- تيد هوكينز على موقع ميوزك برينز (الإنجليزية)
- تيد هوكينز على موقع أول ميوزيك (الإنجليزية)
- تيد هوكينز على موقع ديسكوغز (الإنجليزية)
- تيد هوكينز على موقع ديسكوغز (الإنجليزية)